# Dahlhausen (Radevormwald)
Dahlhausen ist ein Stadtteil von Radevormwald im Oberbergischen Kreis im nordrhein-westfälischen Regierungsbezirk Köln in Deutschland. Dahlhausen ist eine der so genannten Wupperortschaften.
Die Nachbarorte heißen Vogelsmühle, Dahlerau und Keilbeck. Der am westlichen Ortsrand gelegene und ehemals eigenständige Ortsteil Hardtbach gehört heute zu Dahlhausen.

## Geschichte
1317 wurde der Ort das erste Mal urkundlich erwähnt und zwar „Dietmar von Dalhusen ist Siegelzeuge in einer Urkunde für den Johanniter-Orden zu Burg a. d. Wupper“. Die Schreibweise der Erstnennung war Dalhusen. Zum offiziellen Rittersitz wurde das Gut Dahlhausen um 1600, als sein Besitzer einen Sitz und somit Stimmrecht im bergischen Landtag erlangte.
Am 1. Juli 1872 wurde dem Gastwirt G. Meyer eine Postagentur übertragen, die am 10. Januar 1874 auf den Postagenten und Gastwirt Robert Berghaus überging. Am 1. August 1877 wurde aus der Postagentur ein eigenständiges Postamt und eine private Telegraphenverbindung der Firma Wülfing ging in das Eigentum des Deutschen Reiches über.
Am 1. März 1886 bekommt Dahlhausen einen Eisenbahnanschluss, denn man feiert die Eröffnung der Eisenbahnstrecke Lennep – Krebsöge – Dahlerau – Oberbarmen.
Im Jahr 1900 gab es den ersten Hinweis auf die Aktivität einer Gruppe des Deutschen Roten Kreuzes in Dahlhausen in einer Ausgabe des Lenneper Kreisblatt.
1929 verlor der Ort Dahlhausen seine Selbständigkeit, als er bei einer Gebietsreform der Stadt Radevormwald als Ortsteil zugeschlagen wurde.

### Einwohnerentwicklung
Im Jahr 1800 hatte Dahlhausen 12 Einwohner. In einer 1836 veröffentlichten Einwohnerstatistik des Département Rhein, Bezirk Elberfeld, Kanton Lennep, Munizipalität Lüttringhausen für das Jahr 1832 sind es 10 Einwohner in einem Haus. Damals handelte es sich um ein Ackergut. (Tabelle in einem Aufsatz von Romerike Berge (Heft 1, 2005) auf Seite 23). Im Jahr 1835 waren es dann bereits 154 Einwohner, 1854 281 Einwohner und 1875 650 Einwohner. 

## Sehenswürdigkeiten

### Museumsbahnhof Dahlhausen (Wupper)
In Dahlhausen gibt es den Museumsbahnhof Dahlhausen (Wupper) der Bergisch-Märkischen Eisenbahn-Gesellschaft (BME). Er liegt an der 1886 erbauten Bahnstrecke von Lennep (heute Remscheid-Lennep) nach Rittershausen (heute Wuppertal-Oberbarmen), der Wuppertalbahn. Da Lenneper Textilfabrikanten ab den 1830er Jahren an der Wupper zwischen Krebsöge und Beyenburg Fabriken aufgebaut hatten, ging der Bahnbau von Lennep aus. Der Förderverein Wupperschiene e. V. restauriert derzeit ein etwa vierzehn Kilometer langes, denkmalgeschütztes Streckenteilstück und plant einen Ausflugsverkehr mit historischen Zügen, bei dem der Museumsbahnhof eine neue Nutzung erhalten soll. Der landschaftlich besonders romantische Streckenabschnitt zwischen Wilhelmstal und Beyenburg, der im hier tief eingeschnittenen Tal der Wupper verläuft, konnte auch auf einer begleiteten Draisinenfahrt (4–5 Personen pro Draisine) erkundet werden. Dies ist seit 2024, eventuell nur vorübergehend, nicht mehr möglich

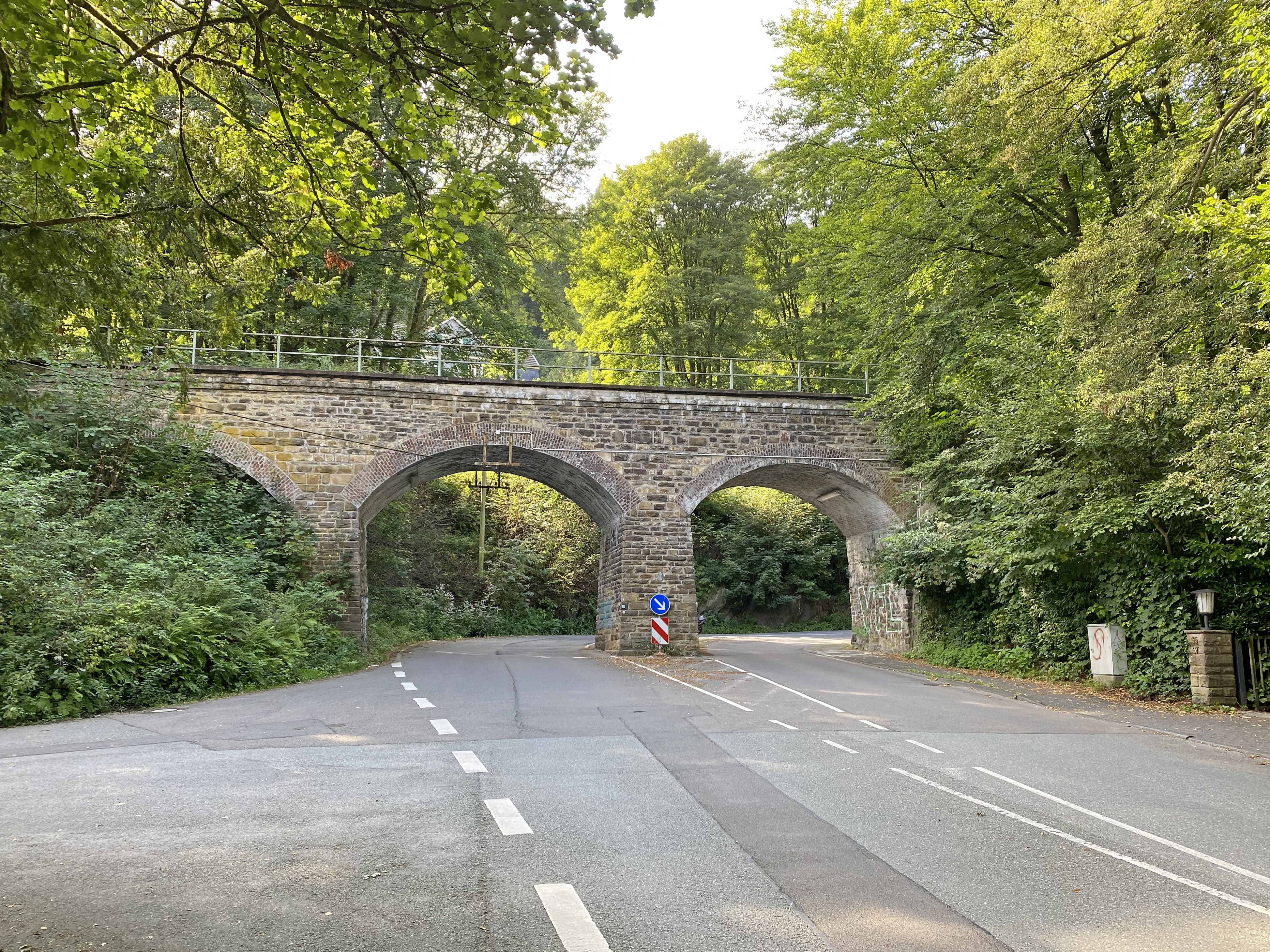
Bergische-Märkische Eisenbahnstrecke – Viadukt an der Hardtstraße
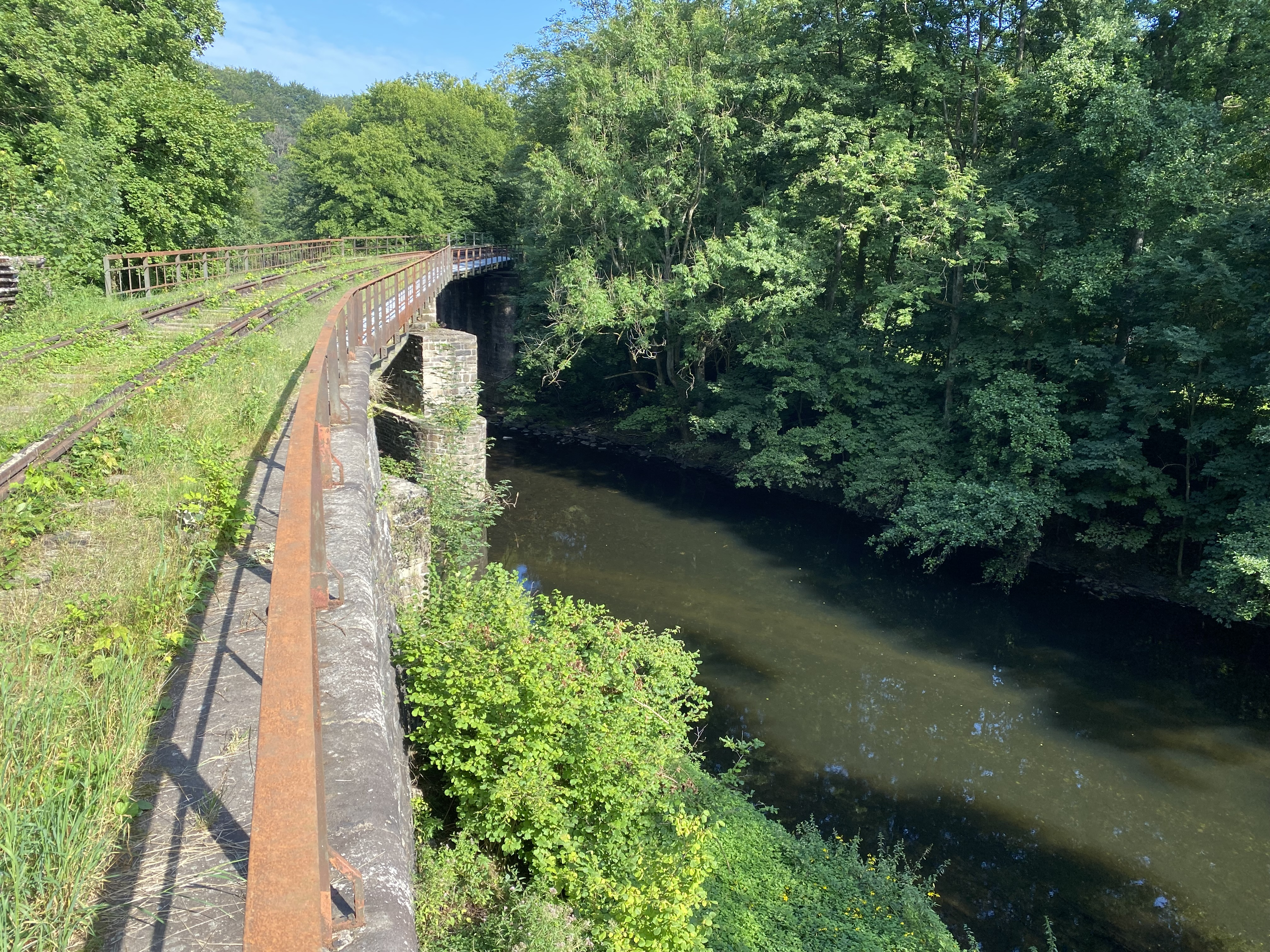
Eisenbahnbrücke über die Wupper
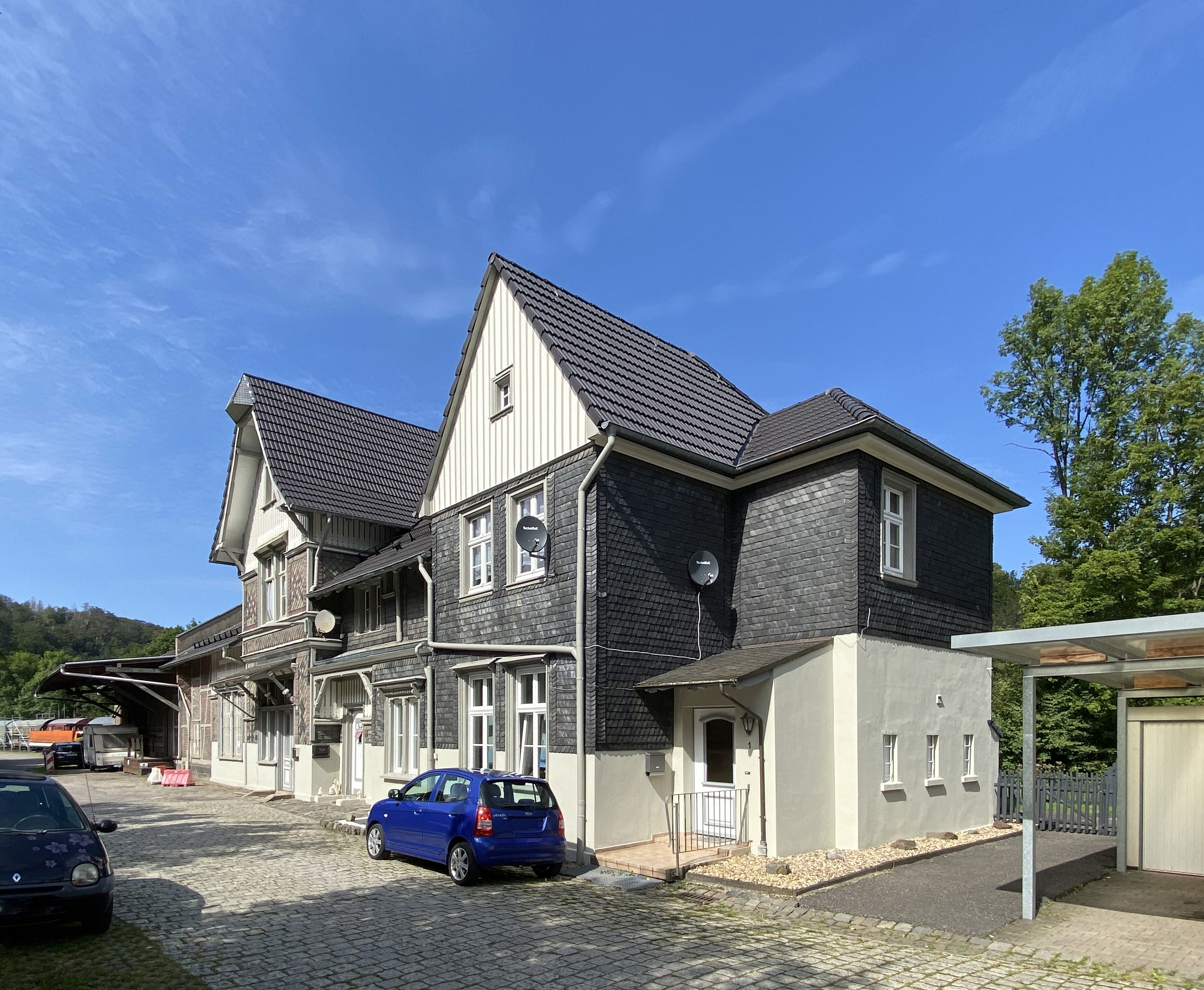
Der Dahlhausener Bahnhof
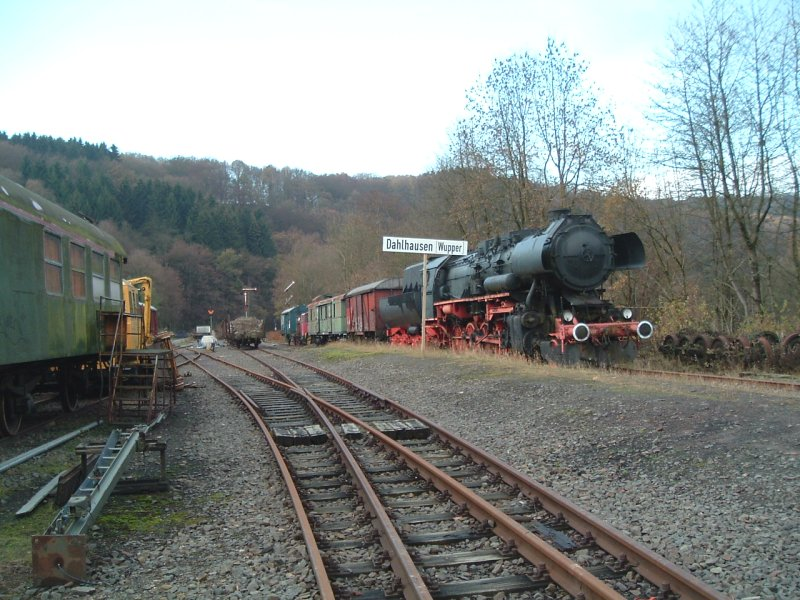
Dampflok DR 52 8086 auf dem Gelände des Eisenbahnmuseums in Dahlhausen
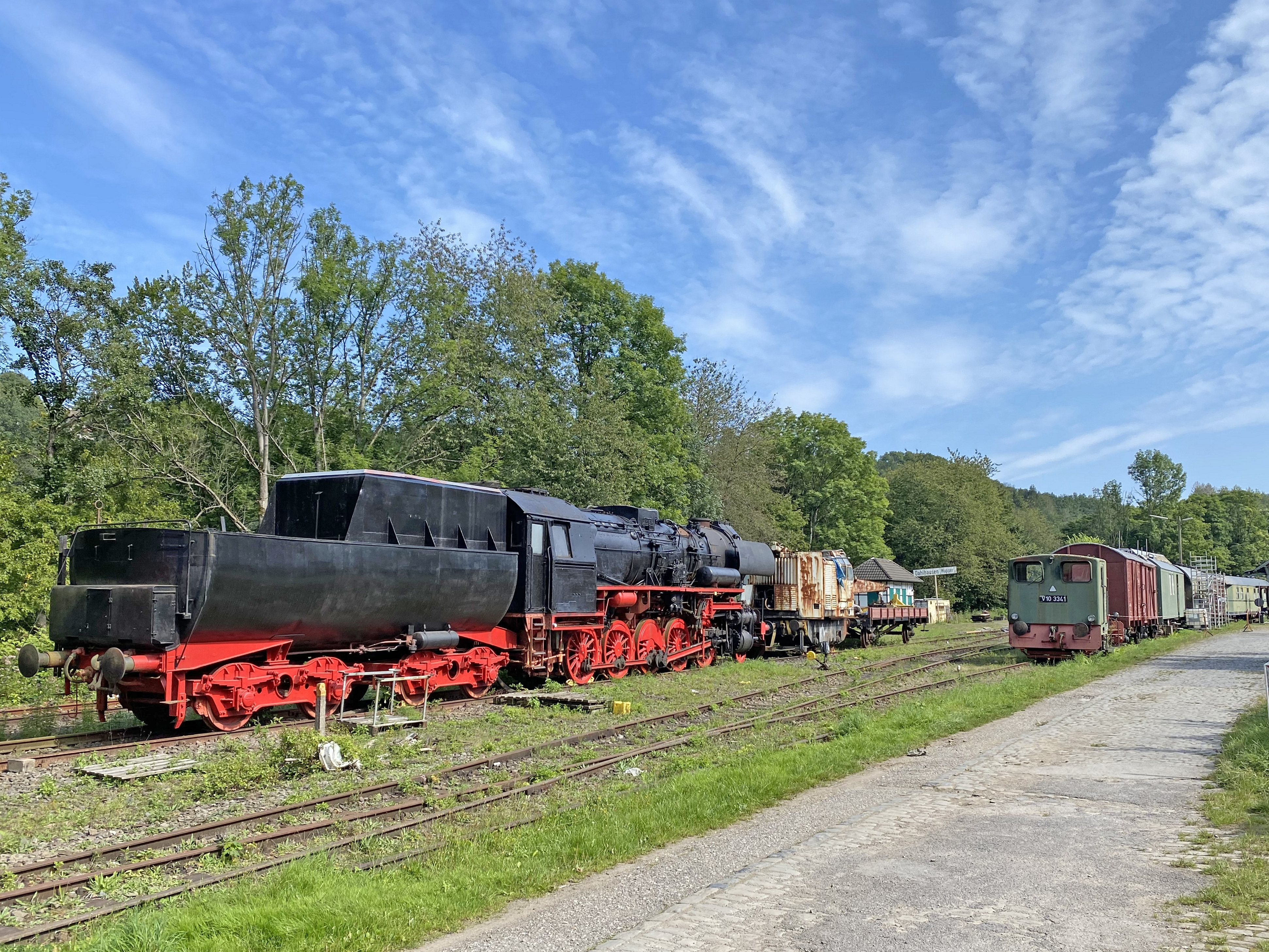
Eisenbahnmuseum in Dahlhausen

### Hardt & Pocorny
Bekannt wurde die Ortschaft durch die Textilfabrik Hardt & Pocorny, die oberste der drei großen Fabriken an der Wupper, die sich wie an einer Perlenschnur hintereinander aufreihen. Zwischen 1815 und 1830 kaufte der Industrielle Adolf Bauendahl aus Radevormwald das Gelände südlich der Uelfe-Mündung auf, um dort eine Tuchfabrik zu betreiben. 1855 wurde der Betrieb wieder stillgelegt. Elf Jahre später erwarb die Firma Johann Wülfing & Sohn das Gelände, um die Fabrik zu einer Streichgarnspinnerei umzubauen. Am 1. Januar 1884 erfolgte die Umbenennung in Hardt, Pocorny & Co. Die Familie Hardt ließ 1890 eine großzügige Villa an der Hardtstraße 35 im Stil des Neoklassizismus in einem Park mit vielen alten Bäumen errichten. Die Villa, der Park, das Kutscherhaus und der Gartenpavillon sind Baudenkmäler, ebenso das das Haus Hardtstraße 33, das ehemals Teil dieses Parkes war, bevor die Wupperbrücke mit der Hardtstraße gebaut wurden, wodurch dieses Haus vom Park abgetrennt wurde. In den Blütejahren waren in der Textilfabrik über 1.000 Mitarbeiter beschäftigt. 1974 musste das Werk endgültig geschlossen werden, seither stehen weite Teile des großen Geländes am Wupperufer leer. Im Jahr 2004 hat sich eine Diplomarbeit mit dem Gebiet beschäftigt und mögliche Nutzungskonzepte entwickelt. Ebenfalls wurde ein Wettbewerb für Architekturstudenten ausgeschrieben, der zum Ziel hatte, neue Ideen für eine sinnvolle Nutzung des Geländes aufzuzeigen.

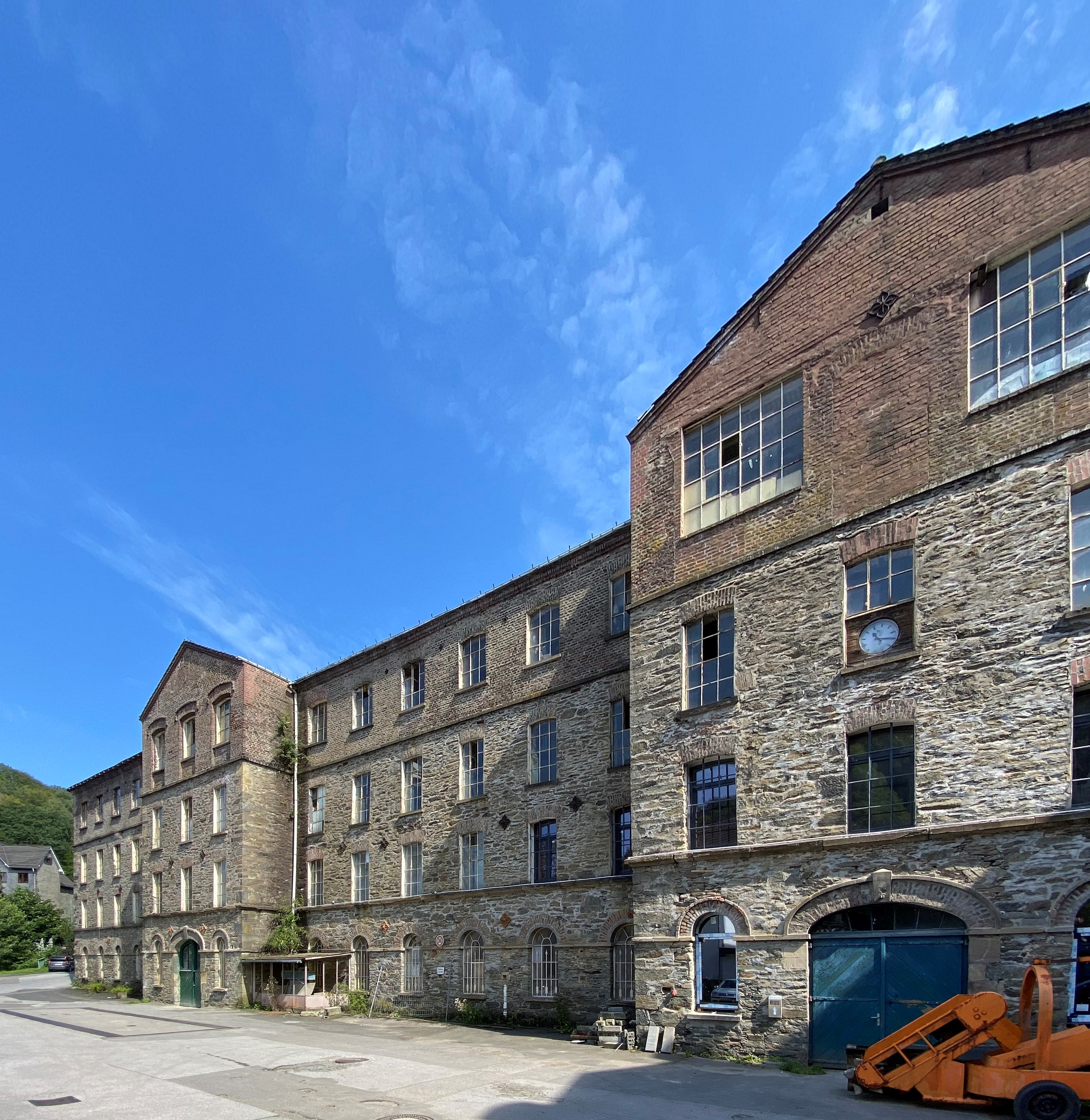
Fabrik Hardtstraße 64
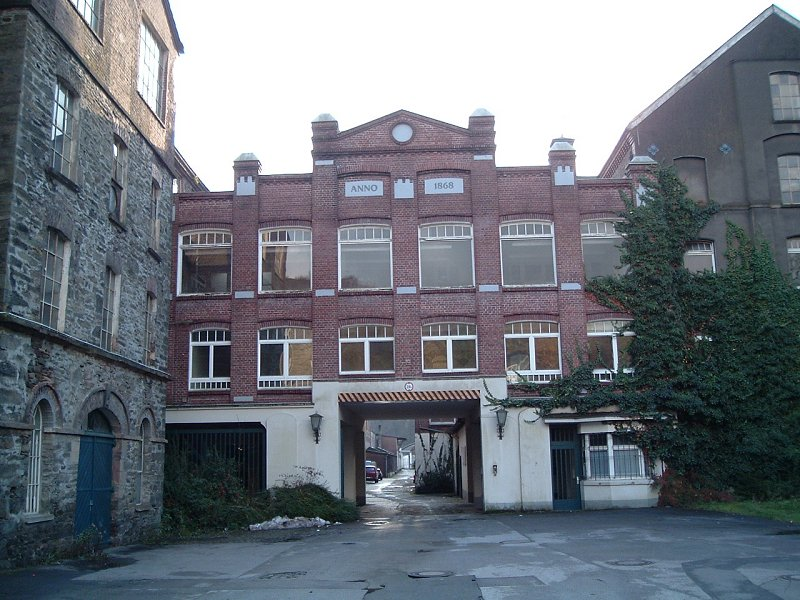
Ehemalige Firma Hardt&Pocorny, heute ein Gewerbepark
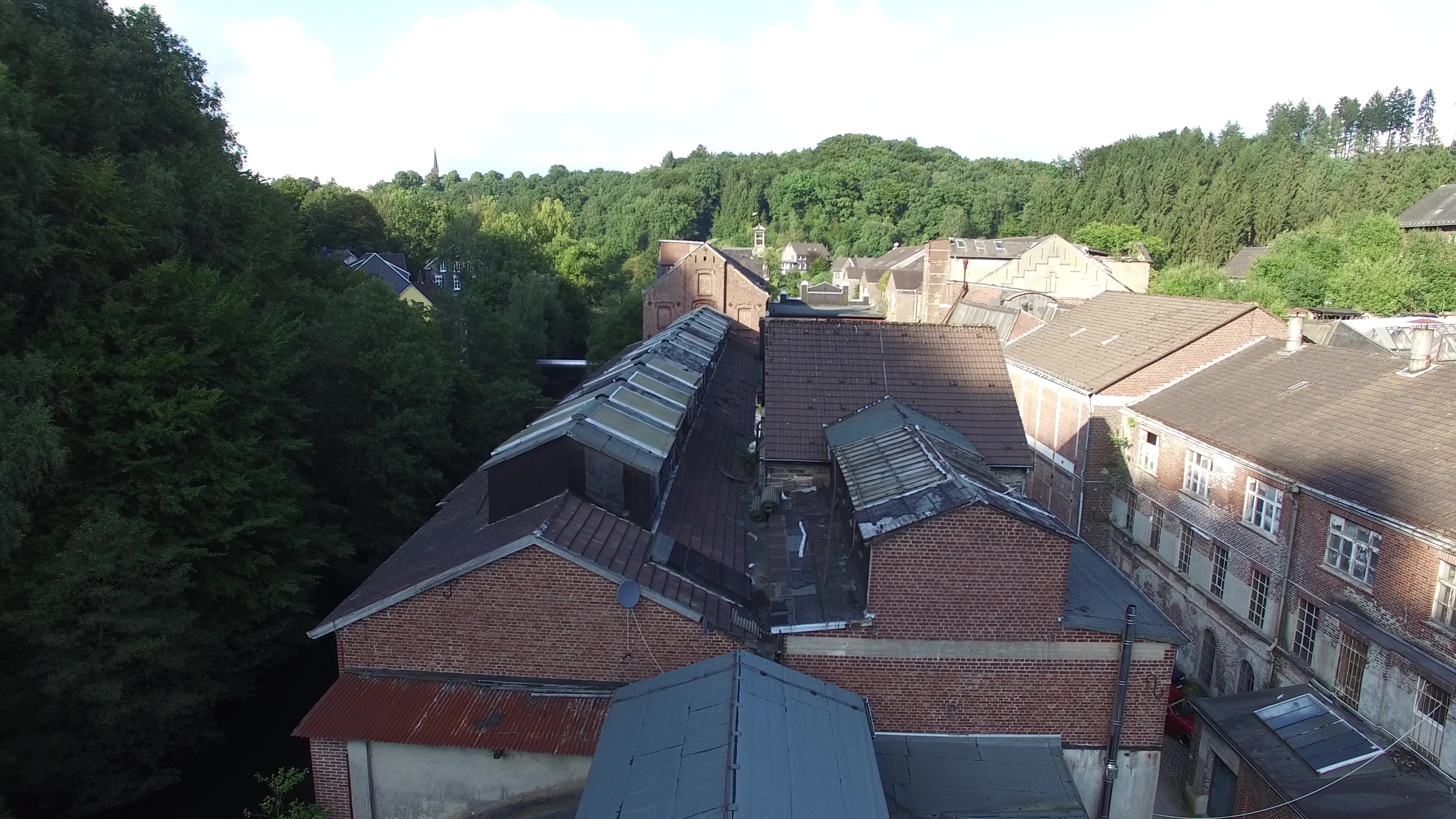
Werkshallen der ehemaligen Firma Hardt&Pocorny
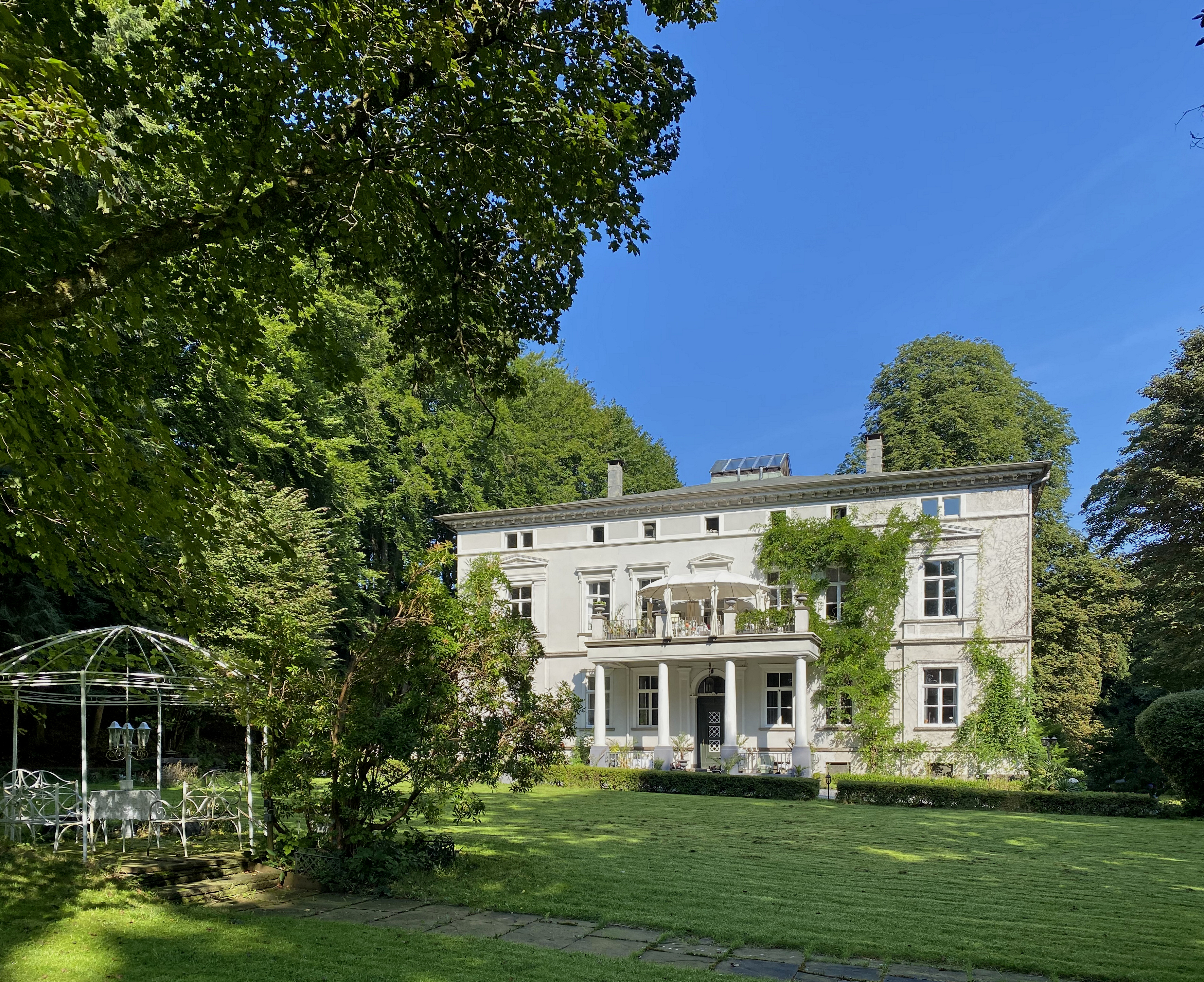
Baudenkmal Fabrikantenvilla Hardt Hardtstraße 35
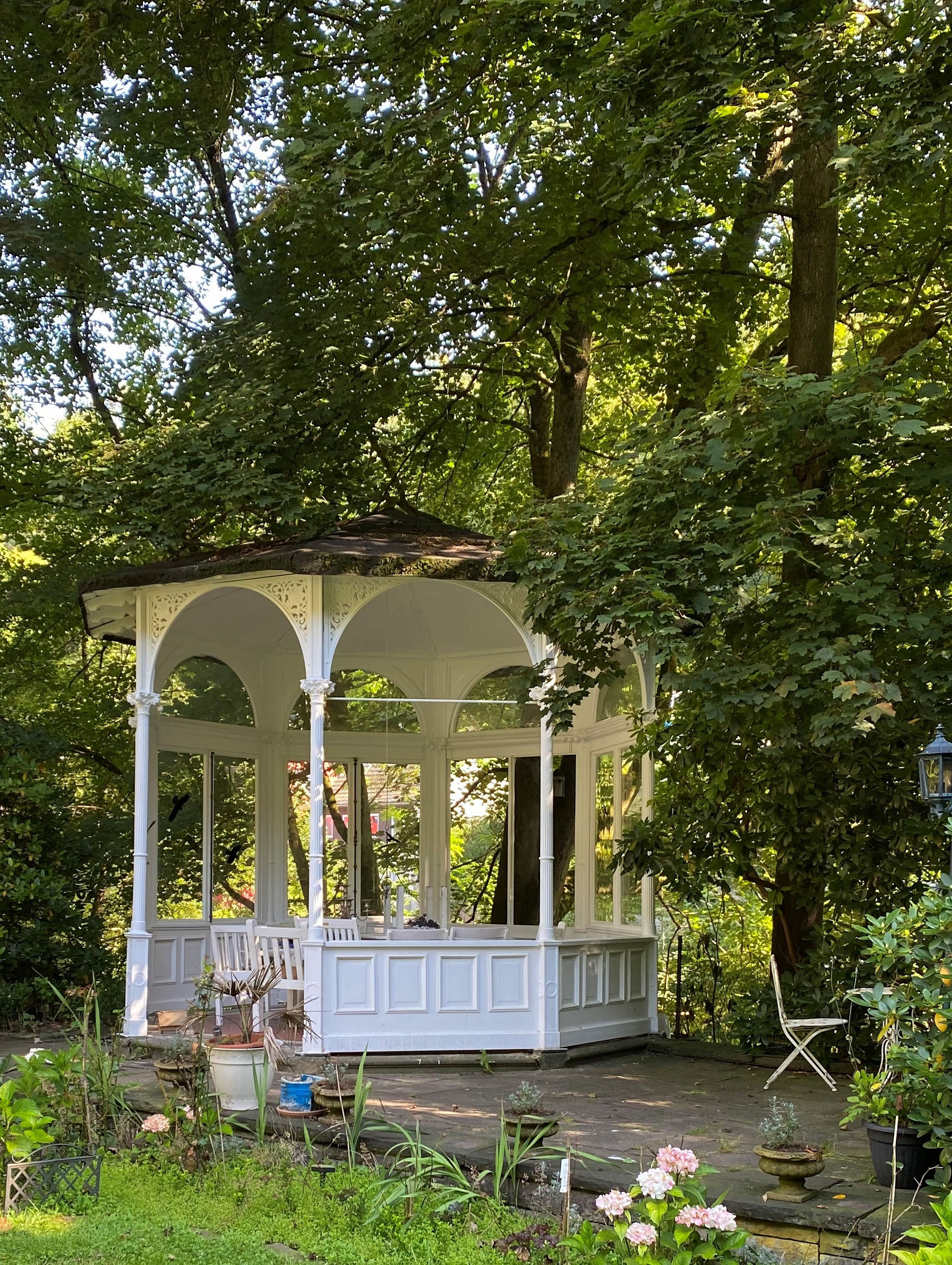
Pavillon im Park des Hardt'schen Anwesens
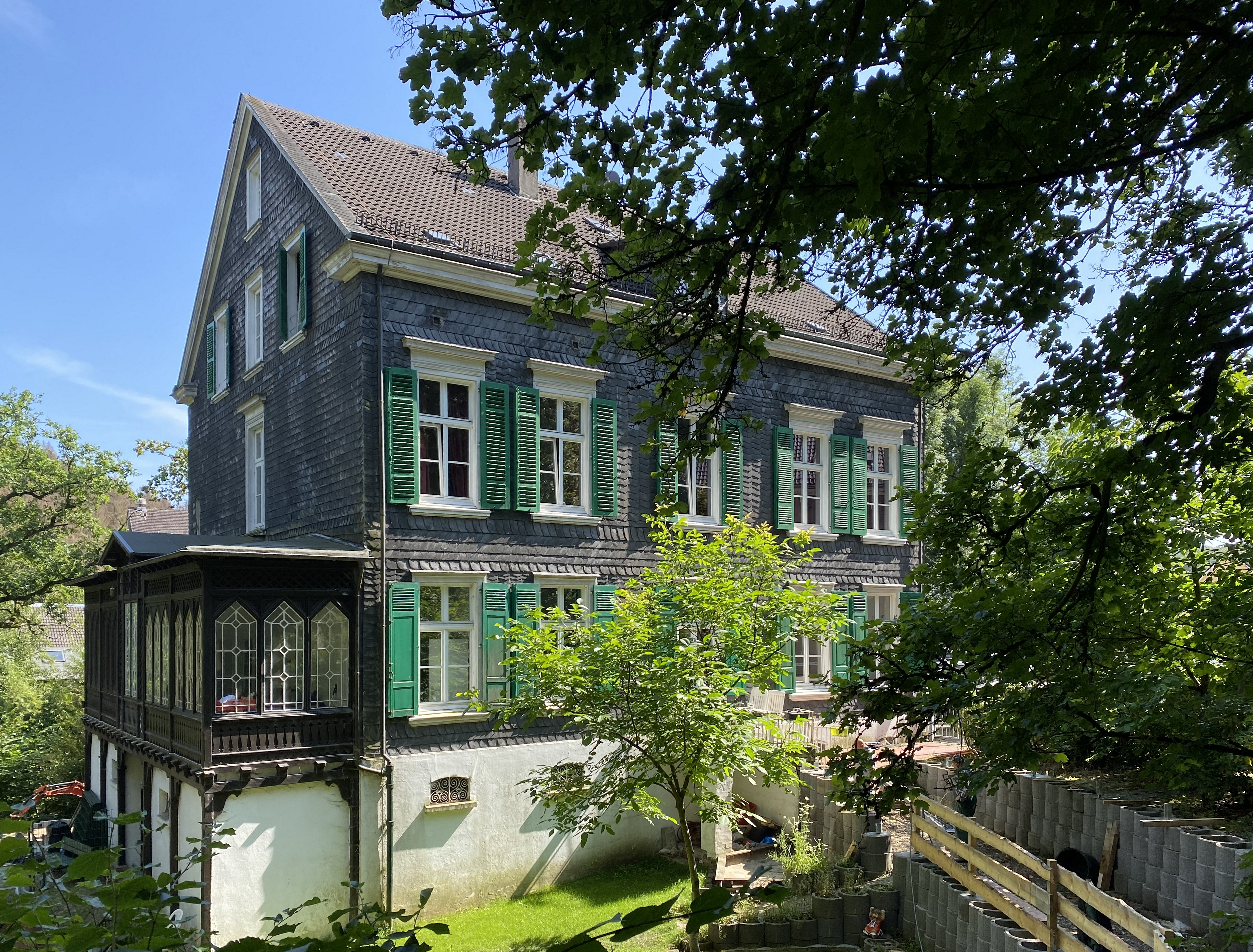
Baudenkmal Hardtstraße 33

### Stauanlage und historische Stauklappe
Die Stauanlage Dahlhausen wurde 1921/22 oberhalb der Textilfabrik Hardt, Pocorny & Co zur Erzeugung von Wasserkraft und zur Versorgung der unterhalb gelegenen Industriebetriebe mit Brauchwasser gebaut. Sie besaß selbstregulierende Stauklappen. Was auf dem Bild wie ein schrottreifes vernachlässigtes Denkmal aussieht, ist in Wirklichkeit das Modell einer solchen historischen Stauklappe. Die Anlage ist beispielhaft für die Entwicklungsgeschichte der Wasserkraftnutzung im Zuge der industriellen Revolution. Details konnte man einer nebenstehenden Informationstafel des Wupperverbandes entnehmen, die aber durch Vandalismus in Mitleidenschaft gezogen wurde und inzwischen abgebaut ist.

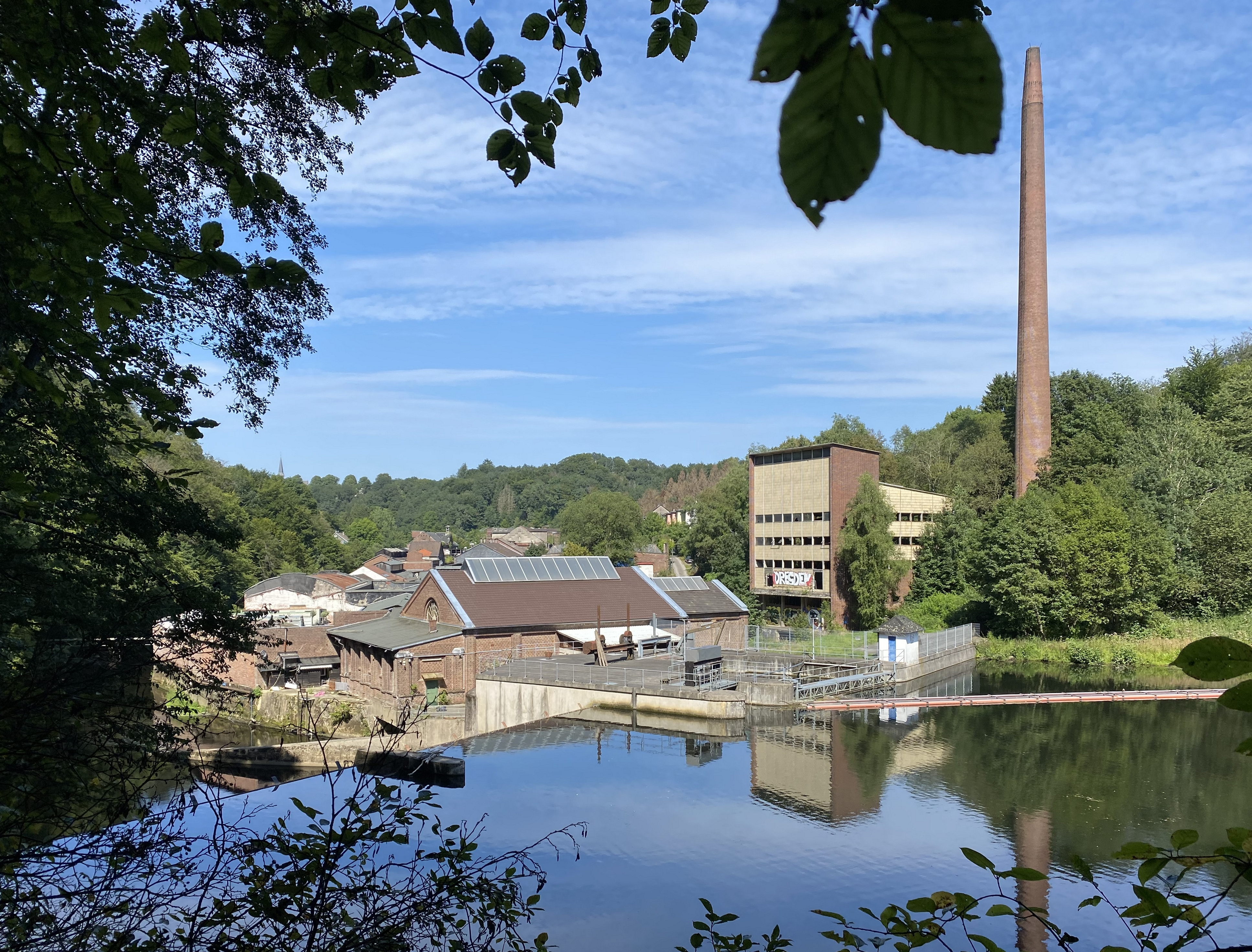
Wupper-Stauanlage Dahlhausen
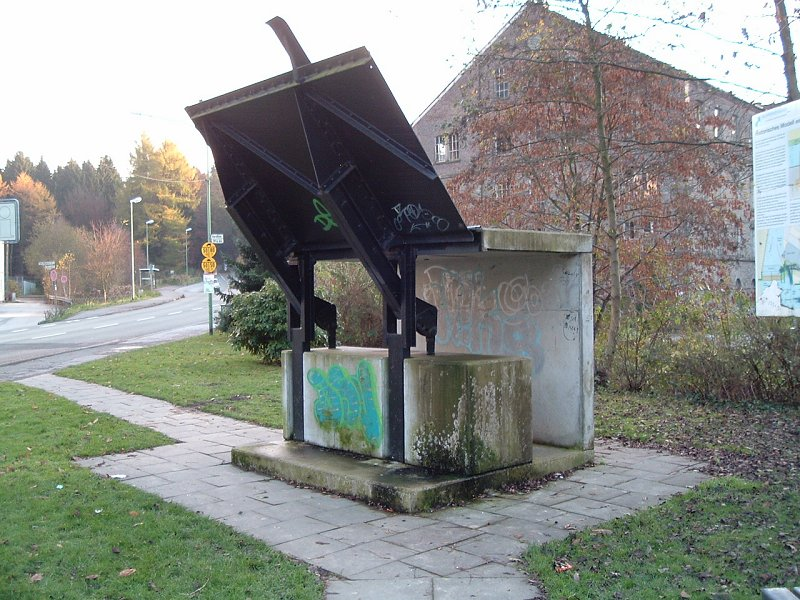
Historisches Modell einer Stauklappe der Stauanlage Dahlhausen

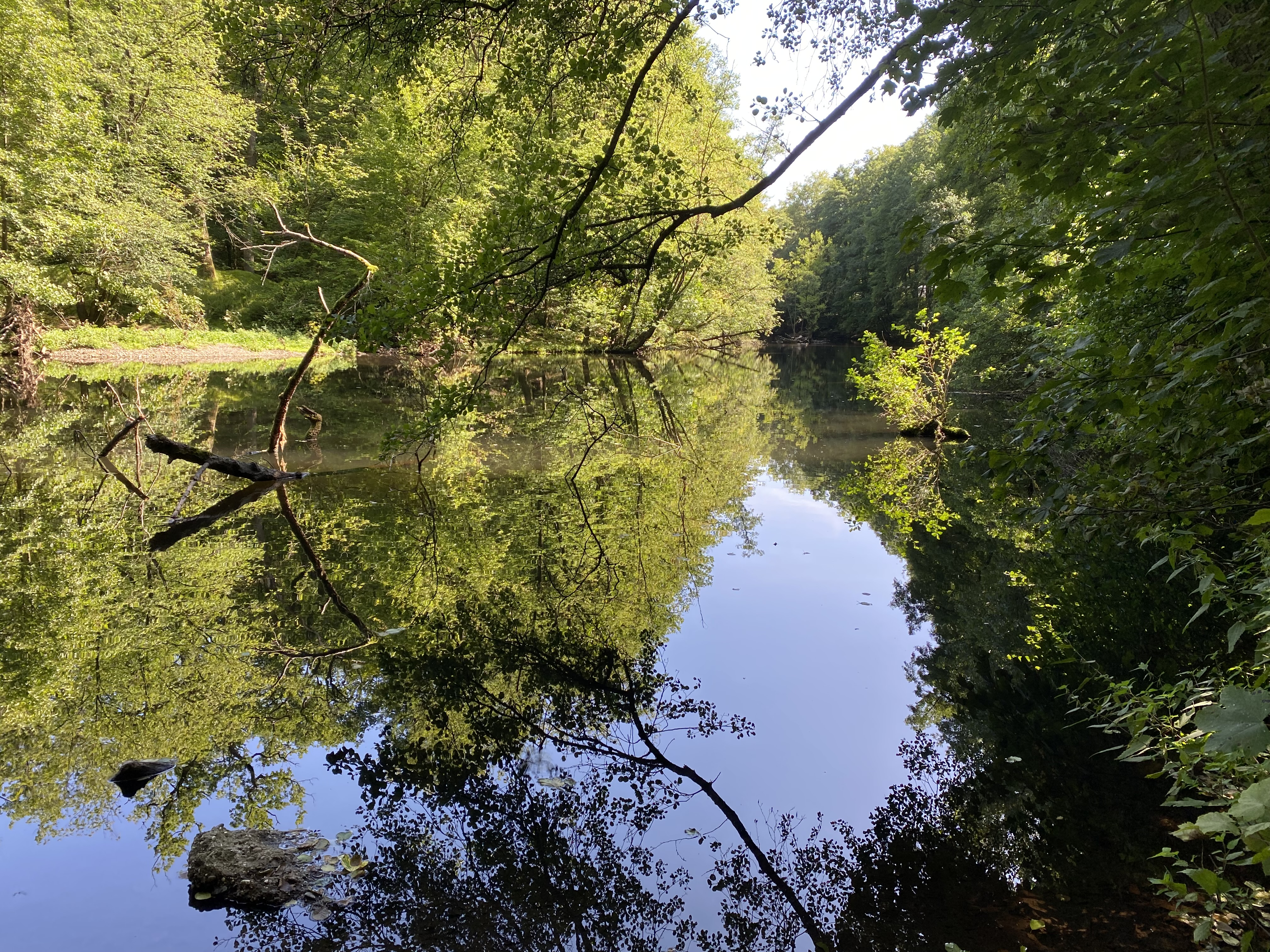
Märchenhafte Wupper zwischen Wilhelmstal und Dahlhausen

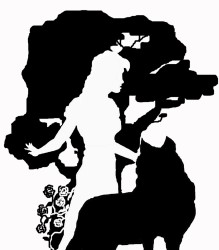
Die Wolfs- und die Feeneibe zu Dahlhausen, Scherenschnitt: Dave Biesemann

### Die Wolfs- und die Feeneibe zu Dahlhausen
Um die Wupperinsel Eiben rankt sich eine Sage:
Vor langer, langer Zeit, noch bevor die tiefen und undurchdringlichen Eichen- und Buchenwälder im Tal der Wupper von Menschen bewohnt waren, lebte zwischen den heutigen Ortschaften Beyenburg und Krebsöge eine wunderschöne Fee, die wurde immer von einem strohgoldenen Wolf begleitet. Eines Tages ergab es sich, dass eine Jagdgesellschaft mit der Brackenmeute auf der Jagd nach dem Ur, dem Wisent und dem wilden Keiler, das Tal der Wupper streifte. Der wildeste Jäger, ein blonder Bursche von edlem Geblüt, der mit den Hunden voranritt, sah die Fee und den Wolf. Sein Herz entflammte für die schöne Erscheinung und er nahm die Verfolgung der flüchtenden entschwebenden Wesen auf. Die Wupper war noch ein wilder Fluss, der sich selbst das Bett grub und öfters seinen Lauf änderte. Wo sich heute die Wupperinsel nahe der Ortschaft Dahlhausen befindet, endete die wilde Hatz. Die Hunde hatten den Wolf gestellt. Der Jäger nahm seinen Bogen und den Speer aus Eibenholz und erlegte den Wolf. Als er zu dem Wolf ging, war der nicht auffindbar. Der Jäger legte seinen Bogen am Erlegungsort nieder. Er nahm seinen Speer und ging zu der Stelle, von wo er die Fee entfleuchen sah. Als er weder die Fee noch den Wolf fand, rammte der Jäger seinen Speer in den Boden.
Am Erlegungsort des Wolfes wachsen heute noch auf der Wupperinsel Eiben, umrankt von gelblühenden Wildrosen. Rote Wildrosen umranken die Eibe an dem Ort, wo die Fee für immer verschwand. Die Eiben heißen im Volksmund „Die Wolfseibe“ und „Die Feeneibe“. Weder der Wolf noch die Fee wurden jemals wieder gesehen. Man sagt, dass in dunklen Nächten, wenn der Wind die Wolken jagt und die Äste der Buchen und Eichen zaust, man im Tal der Wupper, entfernt ein sehnsüchtiges Heulen, wie das eines Wolfes hören kann. Von den Berghöhen sieht man, besonders im Frühjahr und im Herbst, zwischen Nacht und Traum, die  Feenschleier durch das Tal der Wupper ziehen.

## Kultur und Vereinsleben
- Jugendrotkreuz OV Dahlhausen
- DRK Ortsgruppe Dahlhausen
- Tuspo Dahlhausen 1883 e. V.

## Wander- und Radwege
Folgende Wanderwege führen durch den Ort:
- Die SGV-Hauptwanderstrecke X7 (Residenzenweg) von Arnsberg nach Düsseldorf-Gerresheim
- Der Bezirkswanderweg ◇6 (Wupperweg) des SGV-Bezirks Bergisches Land
- Die Straße der Arbeit des SGV-Bezirks Bergisches Land
- Der Wald-Wasser-Wolle-Wander-Weg

## Töchter und Söhne der Stadt
- Johann Wilhelm Schmidt-Japing (1886–1960), Theologe
- Julius Stursberg (1857–1909), deutscher Theologe